# Clinton, Kentucky
Clinton är administrativa orten i Hickman County i delstaten Kentucky, USA. År 2000 hade orten 1 415 invånare. Den har enligt United States Census Bureau en area på 4,3 km², allt är land. Clinton är administrativ huvudort (county seat) i Hickman County. 
Clinton grundades 1828 och blev 1829 administrativ ort i countyt. Det är oklart varför namnet Clinton valdes men det kan ha varit för en kapten Clinton. 